# Vriddhi
Vriddhi es una palabra sánscrita que significa ‘crecimiento’.
- वृद्धि, en escritura devánagari.
- vṛddhi, en el sistema IAST de transliteración.

Proviene de la palabra indoeuropea *werdh, que también significa ‘crecer’.
En la gramática de Pánini, vriddhi se refiere también a un término técnico que representa un grupo de vocales largas.
En la lingüística indoeuropea se ha convertido en un término que indica el grado alargado de la gradación ablaut (metafonía), peculiar de los idiomas indoeuropeos.
Una derivación vriddhi es una palabra que deriva de tal alargamiento, y es un tipo de formación muy común en el idioma sánscrito, aunque también puede encontrarse en otros idiomas.